# Saint-Paul-lès-Dax
Saint-Paul-lès-Dax è un comune francese di 12 792 abitanti situato nel dipartimento delle Landes nella regione della Nuova Aquitania.

## Società

### Evoluzione demografica
Abitanti censiti